# Дакр, Уильям, 5-й барон Дакр
Уильям Дакр (англ. William Dacre; приблизительно 1357 — 20 июля 1399) — английский аристократ, 5-й барон Дакр с 1383 года. Единственный сын Хью Дакра, 4-го барона Дакра, и Элизабет Максвелл. После смерти отца унаследовал баронский титул и семейные владения в Камберленде и Линкольншире, в период с 1383 по 1397 год регулярно заседал в парламенте. Участвовал в шотландских походах 1382 и 1385 годов, во время первого из них был посвящён в рыцари. В 1385 году дал показания в пользу Ричарда ле Скрупа, 1-го барона Скрупа из Болтона, когда тот судился с сэром Робертом Гросвенором из-за герба. 
Барон был женат на Мэри (о её происхождении ничего не известно). В этом браке родились сын Томас (1387—1458), 6-й барон Дакр, и дочь Джоан (1374—1456), жена сэра Томаса Мусгрейва.